# Lee Tamahori
Lee Tamahori (n. 17 iunie 1950) este un regizor neozeelandez, cunoscut mai ales pentru regizarea filmului din 1994, Once Were Warriors și a filmului cu James Bond din 2002, Die Another Day.

## Filmografie
- 1989 Thunderbox
- 1990–1992 The Ray Bradbury Theater (3 episoade)
- 1994 Once Were Warriors
- 1996 Mulholland Falls
- 1997 The Edge
- 2000 The Sopranos (1 episod)
- 2001 Rețeaua păianjen (Along Came a Spider)
- 2002 Die Another Day
- 2005 Triplu X - 2 (xXx: State of the Union)
- 2007 Capcana viitorului (Next)
- 2011 The Devil's Double